# Reservoir Dogs (jeu vidéo)
Reservoir Dogs est un jeu vidéo de tir à la troisième personne développé par Volatile Games et édité par Eidos Interactive, sorti en 2006 sur Windows, PlayStation 2 et Xbox.
Il est adapté du film du même nom.